# Meshoullam ben Kalonymos
Pour les articles homonymes, voir Meshoullam.
Meshoullam ben Kalonymos est un rabbin, décisionnaire halakhique et poète liturgique de la fin du Xe siècle. Il est aussi connu sous le nom de Meshoullam le Grand ou Meshoullam de Rome.
Il appartient à une importante famille originaire de Lucques en Italie dont les membres, après leur installation à Mayence et à Spire, ont joué un grand rôle dans la diffusion des études juives en Allemagne pendant plusieurs générations.
En s'installant à Mayence, Meshoullam apporte en Rhénanie la science du judaïsme italien, alors en contact avec les grands centres d'étude de Babylonie. Les chercheurs considèrent que rabbi Meshoullam était le fils de Kalonymos ben Moïse, et que c'est peut-être son grand-père, Moïse, qui aurait fait émigrer la famille de Lucques à Mayence dans les années 900-926. Dans ce cas, rabbi Kalonymos et rabbi Meshoullam compteraient parmi les premiers rishonim d'Allemagne. Néanmoins, il existe des sources indiquant que Meshoullam aurait aussi vécu en Italie.
Zunz date la mort de Meshoullam de l'année 975, mais on estime aujourd'hui que Meshoullam a passé une quinzaine d'années à Mayence, jusque vers les années 1000-1010.
Son fils, rabbi Kalonymos ben Meshoullam, apparaît dans l'histoire de rabbi Amnon de Mayence duquel il aurait reçu en rêve le texte du piyyout Ounetanè Toqef.
Meshoullam précéda les premiers rishonim : Rabbenou Guershom et le paytan Simon ben Isaac (Simon le Grand), appartenant à la famille Avoun, qui était reliée aux Kalonymos par des liens matrimoniaux.